# Nezumia latirostrata
Nezumia latirostrata es una especie de pez de la familia Macrouridae en el orden de los Gadiformes.

## Morfología
• Los machos pueden llegar alcanzar los 23 cm de longitud total.

## Alimentación
Come principalmente copépodosi y pequeños invertebrados  bentónicos.

## Hábitat
Es un pez de aguas profundas que vive entre 589-1.400 m de profundidad.

## Distribución geográfica
Se encuentra desde Panamá hasta el norte del Perú.